# KVIrc
KVIrc ist ein freier, grafischer IRC-Client für Windows, Linux und andere Unix-Derivate sowie Mac OS. Das K in K Visual IRC stand für die Abhängigkeit vom KDE, die allerdings ab Version 2.0.0 nicht mehr zwingend gegeben ist. Das Projekt startete 1998.

## Funktionen
KVIrc unterstützt mehrere simultane Verbindungen zu Servern (wahlweise mit SSL und/oder IPv6). Neben Unicode und den ISO-8859-*-Codierungen unterstützt KVIrc auch asiatische und die nativen Windows-Zeichensätze. Eine Besonderheit dabei ist die intelligente Kodierung, die es erlaubt Unicode (Linux/Unix-Standard) zusammen mit einem der anderen Zeichensätze wie Windows-1252 zu verwenden.
Zusätzlich zu den verbreiteten mIRC-Formatierungscodes für fette, unterstrichene oder farbige Schrift verfügt KVIrc über (abschaltbare) grafische Emoticons sowie die Möglichkeit, einen Avatar festzulegen, den alle kompatiblen IRC-Clients anfordern und anzeigen können.
KVIrc lässt sich mit der bordeigenen Skriptsprache KVS, basierend auf C++, sh und Perl ähnlich der mIRC-Skriptsprache MSL erweitern. Weiterhin kann man für Channel-, Query- oder DCC-Verbindungen eine Verschlüsselung mittels Mircryption (kompatibel zu Blowfish) oder Rijndael aktivieren.
Mit dem split window mode lässt sich das Chatfenster in zwei einzelne unterteilen. Das eine Fenster enthält dann nur die Gespräche während das andere die Vorgänge im Channel – z. B. das Betreten und Verlassen von Benutzern – anzeigt. Die Fenstergröße ist dabei variabel.
Eine Socketüberwachung unterstützt den Entwickler und Benutzer zusätzlich dadurch, dass sie auf Wunsch den unaufbereiteten Datenaustausch mit dem IRC-Server anzeigt, womit man leicht Fehler und/oder Abweichung vom RFC feststellen kann.

## Entwicklung
Stabile Releases werden eher selten veröffentlicht. Allerdings werden auf der Website regelmäßig sogenannte Snapshots bereitgestellt, die neuere Funktionen erhalten. Anregungen der Benutzer, die über den offiziellen Chat kleinere Wünsche äußern, werden mitunter direkt umgesetzt und veröffentlicht. Seit August 2015 findet die Entwicklung via GitHub statt.
Mit der Veröffentlichung von KVIrc 4.0.0, Codename Insomnia, das Qt 4 nutzt, wurde der Support für KVIrc3 komplett eingestellt; die zurzeit in der Entwicklung befindliche Version KVIrc 5.0.0 unterstützt Qt 5.